# Procestus simplex
Procestus simplex là một loài tò vò trong họ Ichneumonidae.